# Comuna Tupilați, Neamț
Tupilați (în maghiară Tupilác) este o comună în județul Neamț, Moldova, România, formată din satele Arămoaia, Hanul Ancuței, Totoiești și Tupilați (reședința).

## Așezare
Comuna se află în extremitatea estică a județului, la limita cu județul Iași, pe malurile râului Moldova. Este străbătută de șoseaua națională DN2, care leagă Romanul de Suceava. Lânga satul Hanul Ancuței, din acest drum se ramifică șoseaua județeană DJ208G, care duce spre sud-vest la Războieni, Dragomirești, Ștefan cel Mare și Girov (unde se termină în DN15D). La Tupilați, DJ208G se intersectează cu șoseaua județeană DJ155I, care duce spre nord-vest la Țibucani, Păstrăveni, Urecheni, Petricani, Grumăzești și Târgu Neamț (unde se termină în DN15C) și spre sud la Bârgăuani (unde se intersectează cu DN15D), Făurei, Secuieni și Români.

## Demografie
Componența etnică a comunei Tupilați
     Români (91,21%)
     Alte etnii (8,79%)
Componența confesională a comunei Tupilați
     Ortodocși (81,01%)
     Romano-catolici (9,39%)
     Alte religii (0,95%)
     Necunoscută (8,64%)
Conform recensământului efectuat în 2021, populația comunei Tupilați se ridică la 1.991 de locuitori, în scădere față de recensământul anterior din 2011, când fuseseră înregistrați 2.186 de locuitori. Majoritatea locuitorilor sunt români (91,21%). Din punct de vedere confesional, majoritatea locuitorilor sunt ortodocși (81,01%), cu o minoritate de romano-catolici (9,39%), iar pentru 8,64% nu se cunoaște apartenența confesională.

## Politică și administrație
Comuna Tupilați este administrată de un primar și un consiliu local compus din 11 consilieri. Primarul, Petru Gherghel[*], de la Partidul Social Democrat, este în funcție din 2000. Începând cu alegerile locale din 2024, consiliul local are următoarea componență pe partide politice:
|  | Partid                    | Consilieri | Componența Consiliului | Componența Consiliului | Componența Consiliului | Componența Consiliului | Componența Consiliului | Componența Consiliului |
|  | ------------------------- | ---------- | ---------------------- | ---------------------- | ---------------------- | ---------------------- | ---------------------- | ---------------------- |
|  | Partidul Social Democrat  | 6          |                        |                        |                        |                        |                        |                        |
|  | Partidul Național Liberal | 2          |                        |                        |                        |                        |                        |                        |
|  | Partidul Puterii Umaniste | 1          |                        |                        |                        |                        |                        |                        |
|  | Uniunea Salvați România   | 1          |                        |                        |                        |                        |                        |                        |
|  | Partidul România Mare     | 1          |                        |                        |                        |                        |                        |                        |

## Istorie
La sfârșitul secolului al XIX-lea, comuna făcea parte din plasa Moldova a județului Roman și era formată doar din satul de reședință cu 1144 de locuitori. În comună existau o școală mixtă, două biserici ortodoxe și una catolică. Anuarul Socec din 1925 o consemnează în aceeași alcătuire și în aceeași plasă, având 1834 de locuitori. În 1931, i s-a mai adăugat și satul Mitești.
În 1950, comuna a trecut în administrarea raionului Roman din regiunea Bacău (între 1952 și 1956, din regiunea Iași). În 1968, comuna a trecut la județul Neamț; tot atunci, i s-au alipit și satele Arămoaia și Totoiești de la comuna Războieni și s-a organizat ca sat zona hanului Ancuței.

## Monumente istorice

Hanul Ancuței, monument istoric de interes local

Trei obiective din comuna Tupilați sunt incluse în lista monumentelor istorice din județul Neamț ca monumente de interes local, toate fiind clasificate ca monumente de arhitectură și aflate în satul Tupilați: Biserica „Sfinții Voievozi” (1811, cu adăugiri la începutul secolului al XIX-lea) din Tupilați; ansamblul de curte boierească (secolele al XVII-lea–al XIX-lea) din același sat, ansamblu cuprinzând casa Catargi (1842) și zidul de incintă (secolul al XVII-lea); și Hanul Ancuței (secolul al XVIII-lea), aflat în satul Hanul Ancuței.

## Personalități
- Ștefan Catargiu (1789-1866) - mare logofăt și apoi caimacam al Moldovei (1857-1857), înmormântat în curtea bisericii din sat